# Fianna
I Fianna o feniani furono un gruppo indipendente di guerrieri irlandesi, di stampo mitologico. Le loro gesta sono raccontate nel Ciclo feniano. Si possono assimilare a mercenari, guerrieri di ventura, banditi. Qualcuno fu dux bellorum: non è certo che dalle loro file siano sorti dei re, ma è possibile che alcuni di loro abbiano assunto abbastanza potere da egemonizzare diverse tribù. Il più conosciuto fu Fionn mac Cumhaill. Data questa loro caratteristica di guerrieri "liberi", furono presi ad esempio da diversi movimenti politici indipendentisti irlandesi.

## Caratteristiche
Un ritratto del feniano tipo, detto fian o fénnid o ancora rígfénnid (rig = "re"), è descritta nelle Brehon laws, un compendio alto-medievale di leggi irlandesi. Un fian era tipicamente un uomo giovane, senza casa, spesso aristocratico senza eredità o esiliato. Geoffrey Keating, nel suo History of Ireland, racconta di come i Fianna svernassero presso le dimore dei nobili, ma d'estate, tra Beltaine e Samhain, erano obbligati a procacciarsi il cibo e i generi di sussistenza.
Per appartenere al gruppo, gli aspiranti "fian" venivano sottoposti a dure prove, che dovevano ripetere anche una volta in servizio. In una di queste, il candidato stava in una buca alta fino al petto e, solo con uno scudo, doveva proteggersi dai colpi di lancia di nove guerrieri; se veniva ferito, la prova non era stata superata. In un'altra il candidato, con i capelli acconciati in una treccia, veniva inseguito nella foresta: se veniva preso, se gli si spezzava un rametto sotto i piedi, o se gli si impigliavano rami o foglie nei capelli, veniva scartato. Doveva poi essere in grado di saltare un ramo posto all'altezza della sua fronte, di passare sotto ad uno all'altezza del suo ginocchio, e di togliersi una spina dal piede senza rallentare. Doveva inoltre essere un fine poeta.

## Ciclo feniano
L'epica feniana si svolge durante il regno di Cormac mac Airt, uno dei re supremi d'Irlanda. In questi racconti i Fianna sono un'arma a servizio del Supremo, sebbene divisi in due fazioni rivali, il clan Baíscne di Leinster, guidato da Fionn mac Cumhaill, e il clan Morna di Connacht, a capo del quale si trovava Goll mac Morna.

## Alcuni membri
- Fionn mac Cumhaill, l'ultimo leader dei Fianna.
- Cumhall, padre di Fionn.
- Goll mac Morna
- Caílte mac Rónáin
- Conán mac Morna
- Diarmuid Ua Duibhne, ucciso da un gigante.
- Lughaid Stronghand, nipote di Fionn (zio).
- Oisín, figlio di Fionn, fu guerriero e poeta. Gli si attribuisce l'intero Ciclo feniano.
- Oscar, figlio di Oisín.

## Curiosità
Flann O'Brien, nel suo Una pinta di inchiostro irlandese, prende a prestito la figura di Fionn e dei suoi armigeri, senza però dipingerli con originalità, ma ricalcando pedissequamente i loro attributi.
Esiste un'associazione di promozione sociale italiana, più precisamente Siciliana, che trae ispirazione dalla mitologica compagine irlandese. https://www.lafianna.it/